# アウグストホルヒ博物館
アウグストホルヒ博物館 (August Horch Museum) は、ドイツ連邦共和国ツヴィッカウにある自動車博物館。

## 概要
ドイツ有数の自動車博物館で第二次世界大戦時まで高級車を製造していたホルヒだけでなく旧東ドイツの自動車産業の歴史がわかるように展示されている。

### 博物館名の由来
1904年5月10日にアウグストホルヒによってツヴィッカウでアウグスト・ホルヒ&シエ・モトレンワーゲンワーベルケAGが設立されたことにより、自動車産業がこの地に勃興して発展した。東ドイツ時代はトラバントの一大生産拠点として大量生産した。それらの業績を後世に伝える目的でドイツ再統一前の1988年に開館した。

## 展示車両
他の博物館ではあまり見ることができない貴重な車両が展示されている。
- アウトウニオン タイプ C
- アウディ・920
- ホルヒ901
- ホルヒ H3A
- IFA Pionier RS 01-40
- Steyr 1500 A
- トラバント

他多数

## ギャラリー

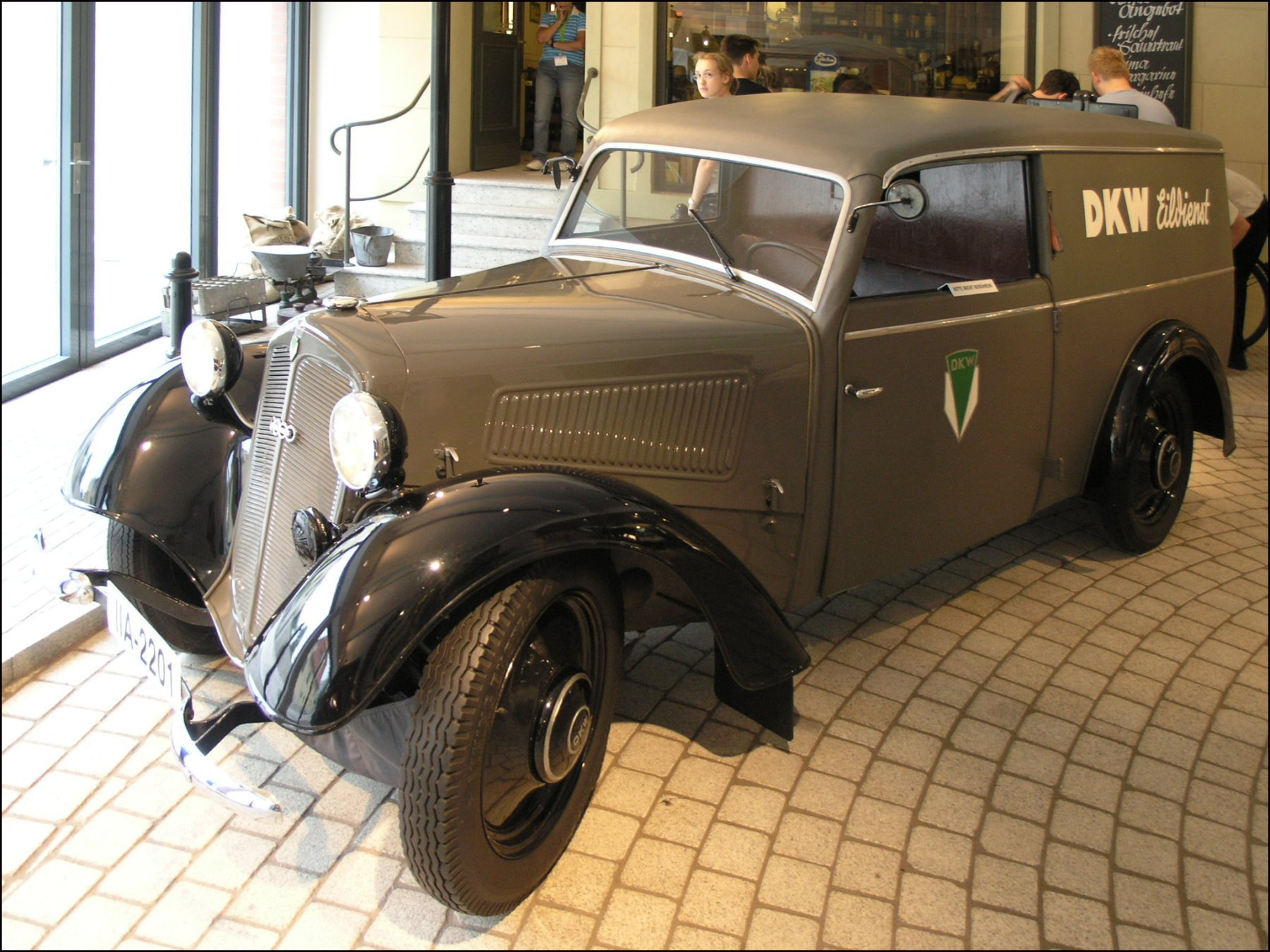
DKW F7 (1938)
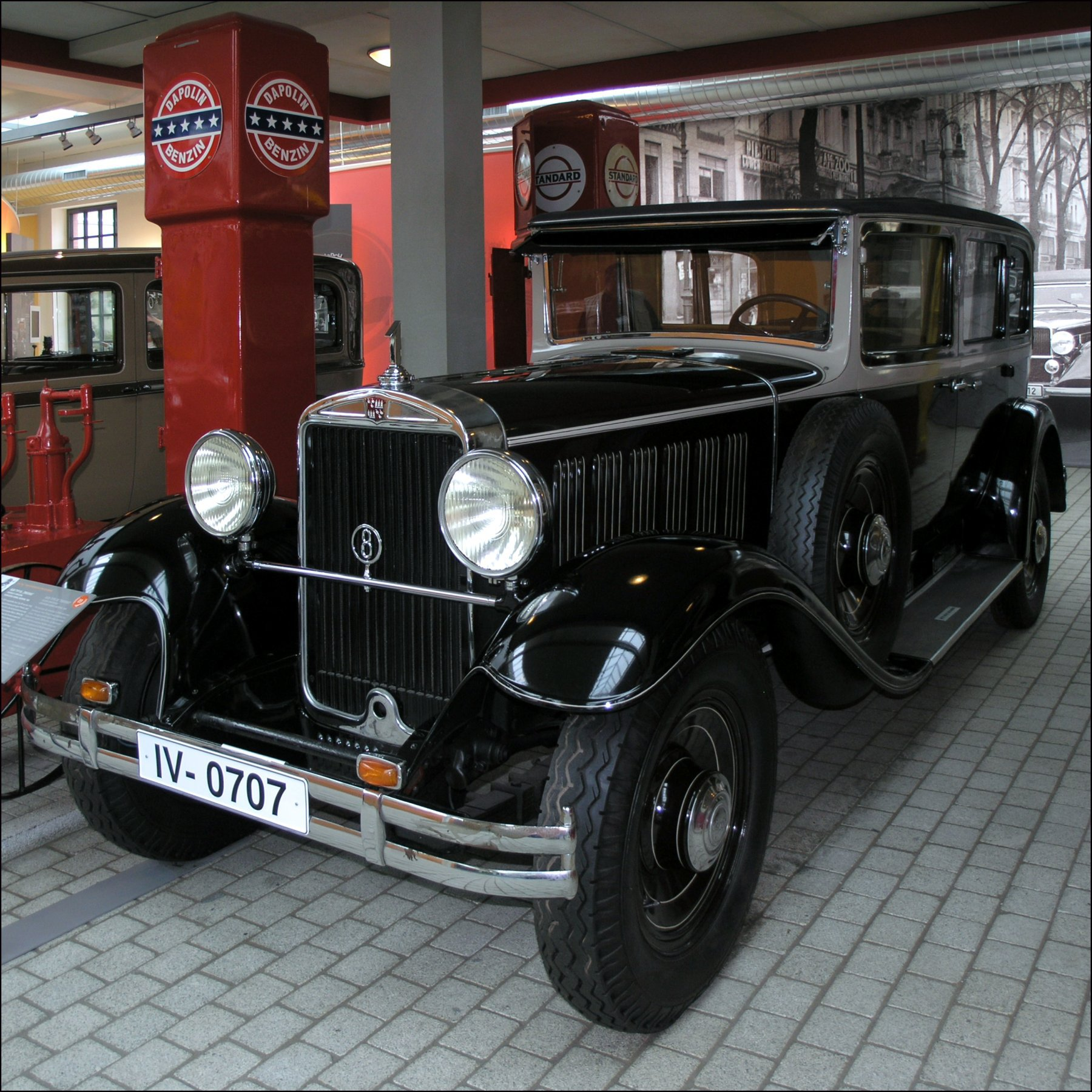
アウディ Zwickau (1930)
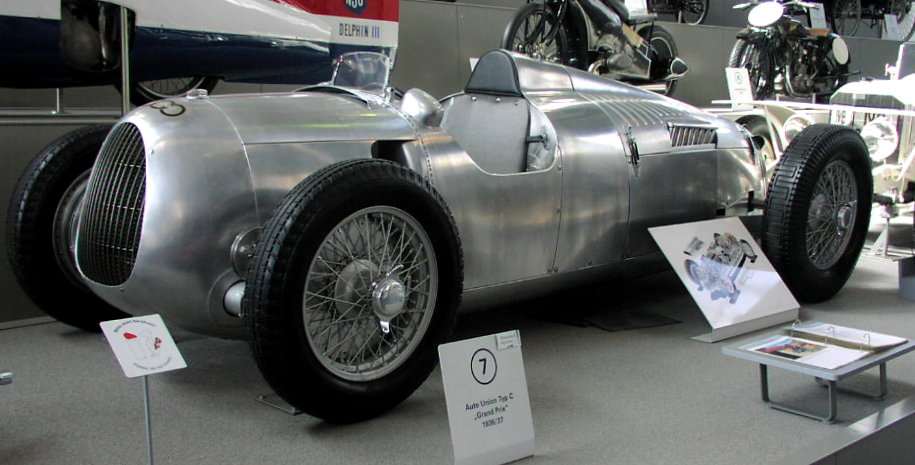
アウトウニオン タイプ C (1936)
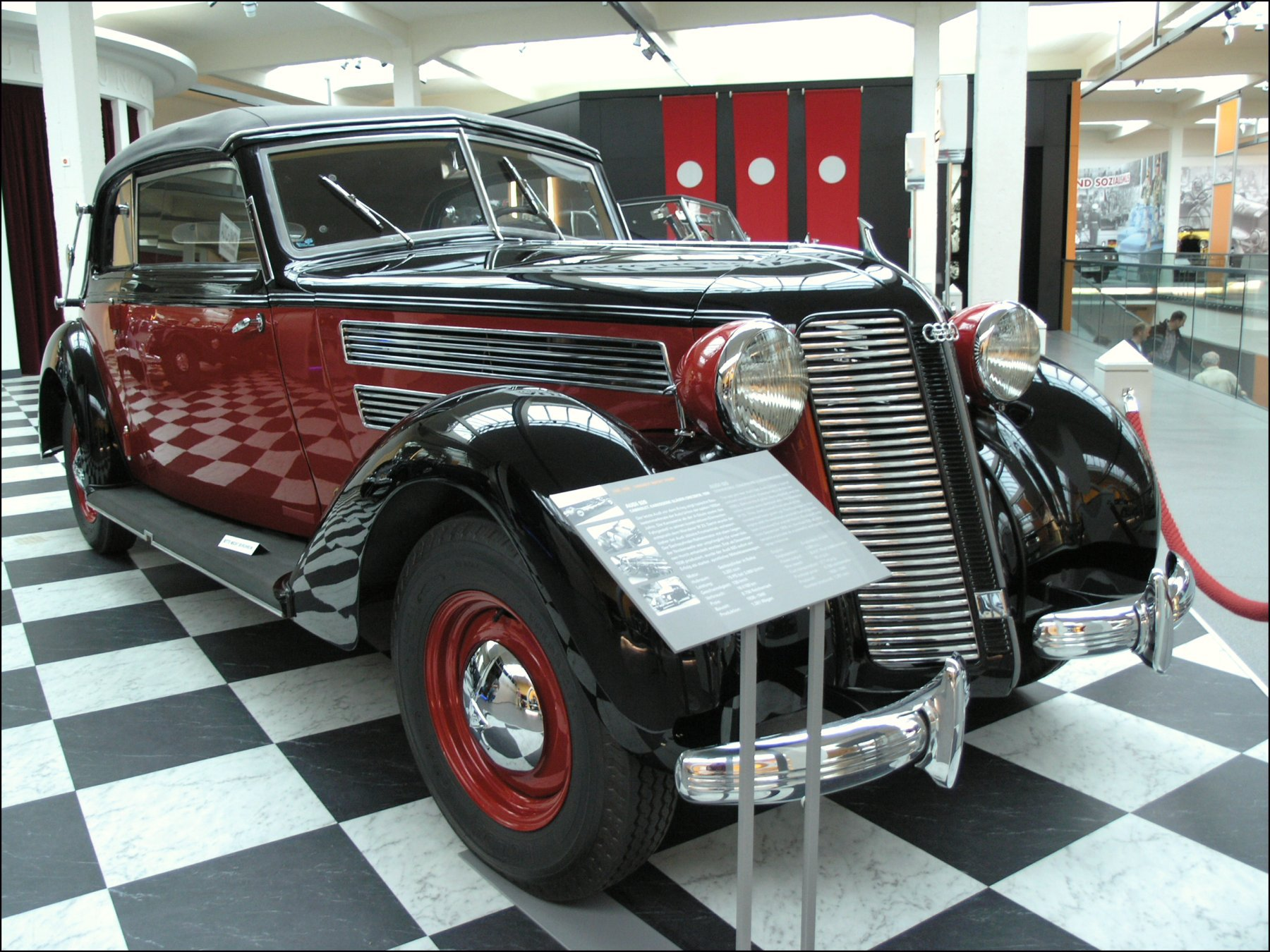
アウディ・920 (1939)
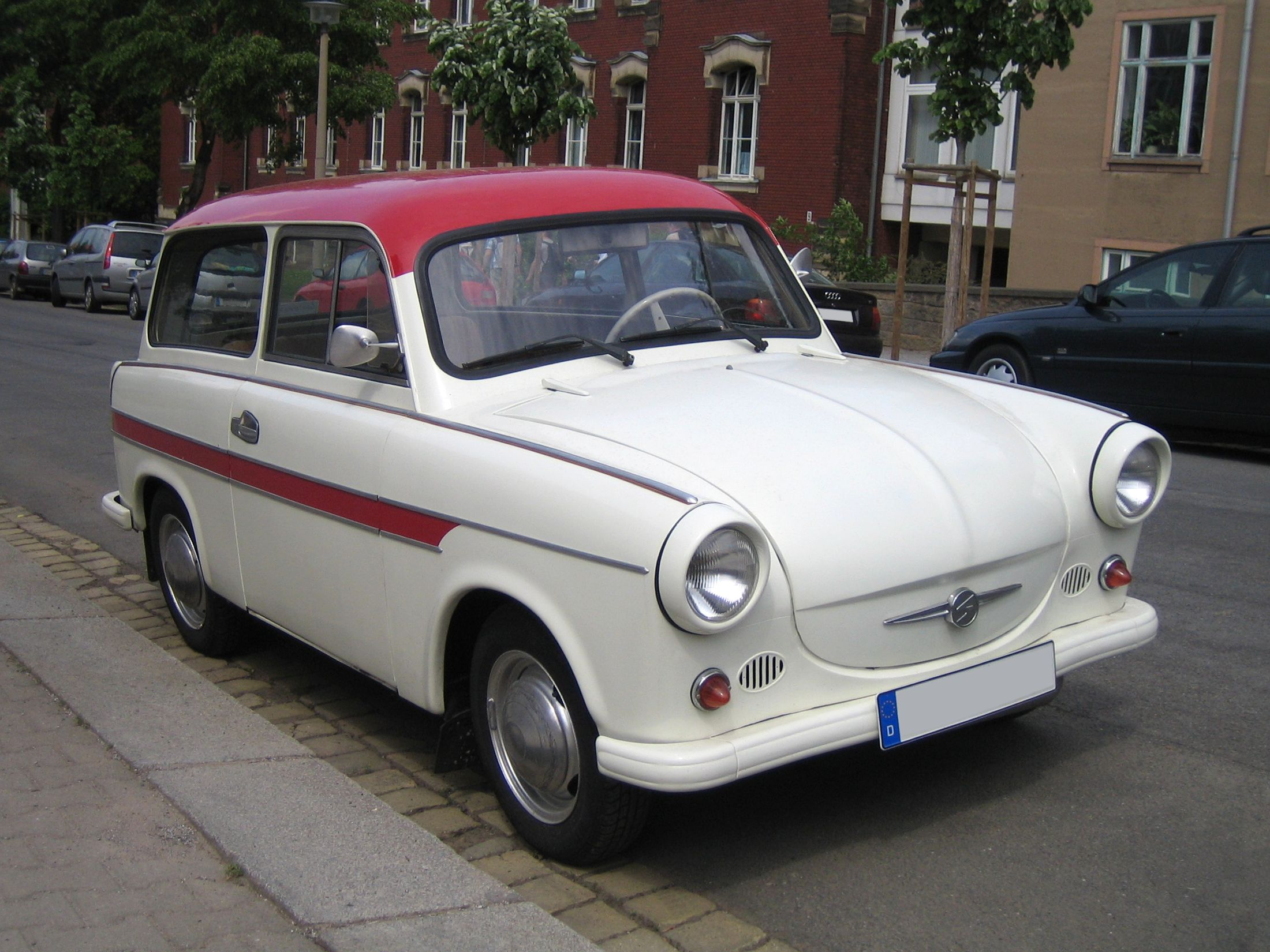
トラバント 600 Kombi (1962–1964)
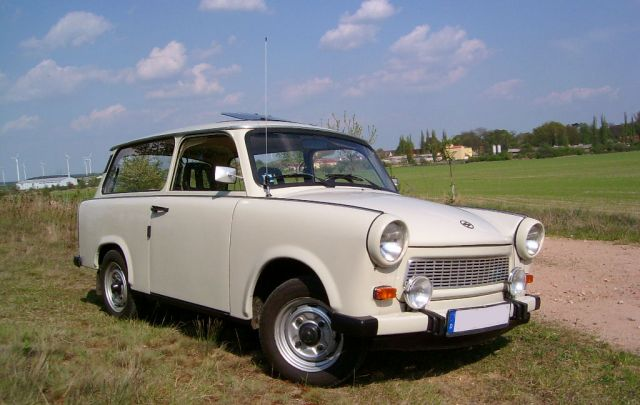
トラバント 601 Kombi (1964–1990)
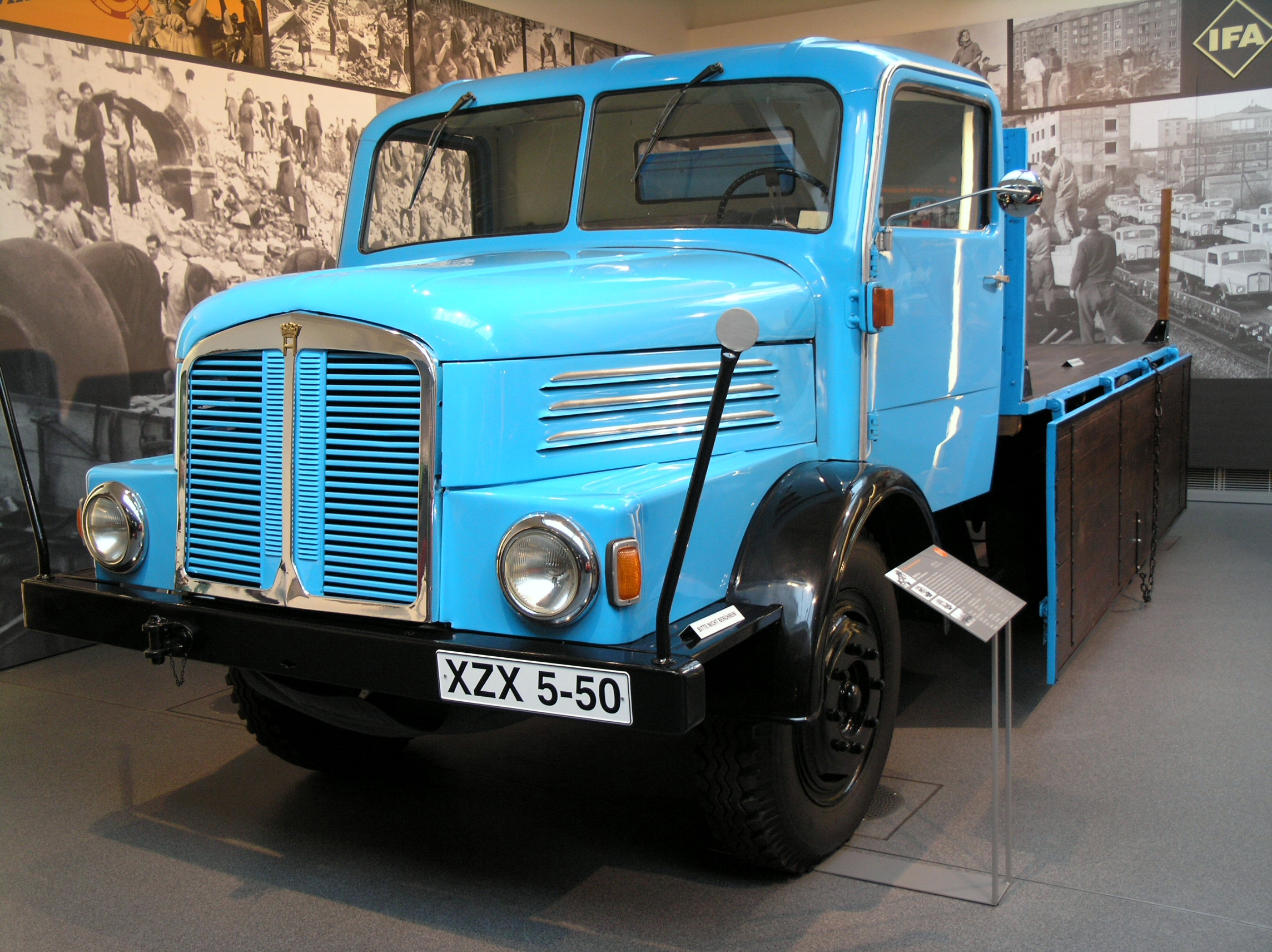
3,5-to-Lkw ホルヒ H3A (1954)
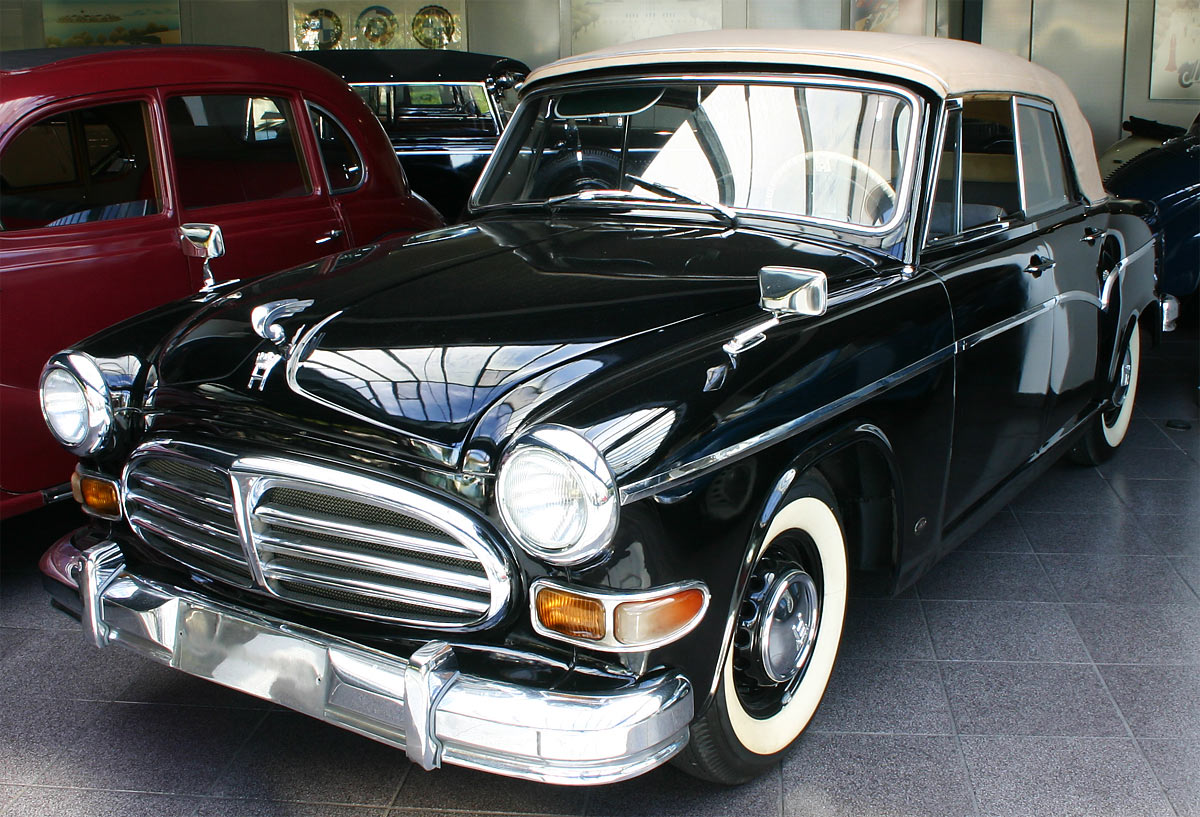
ホルヒ P240 カブリオレ (1956)
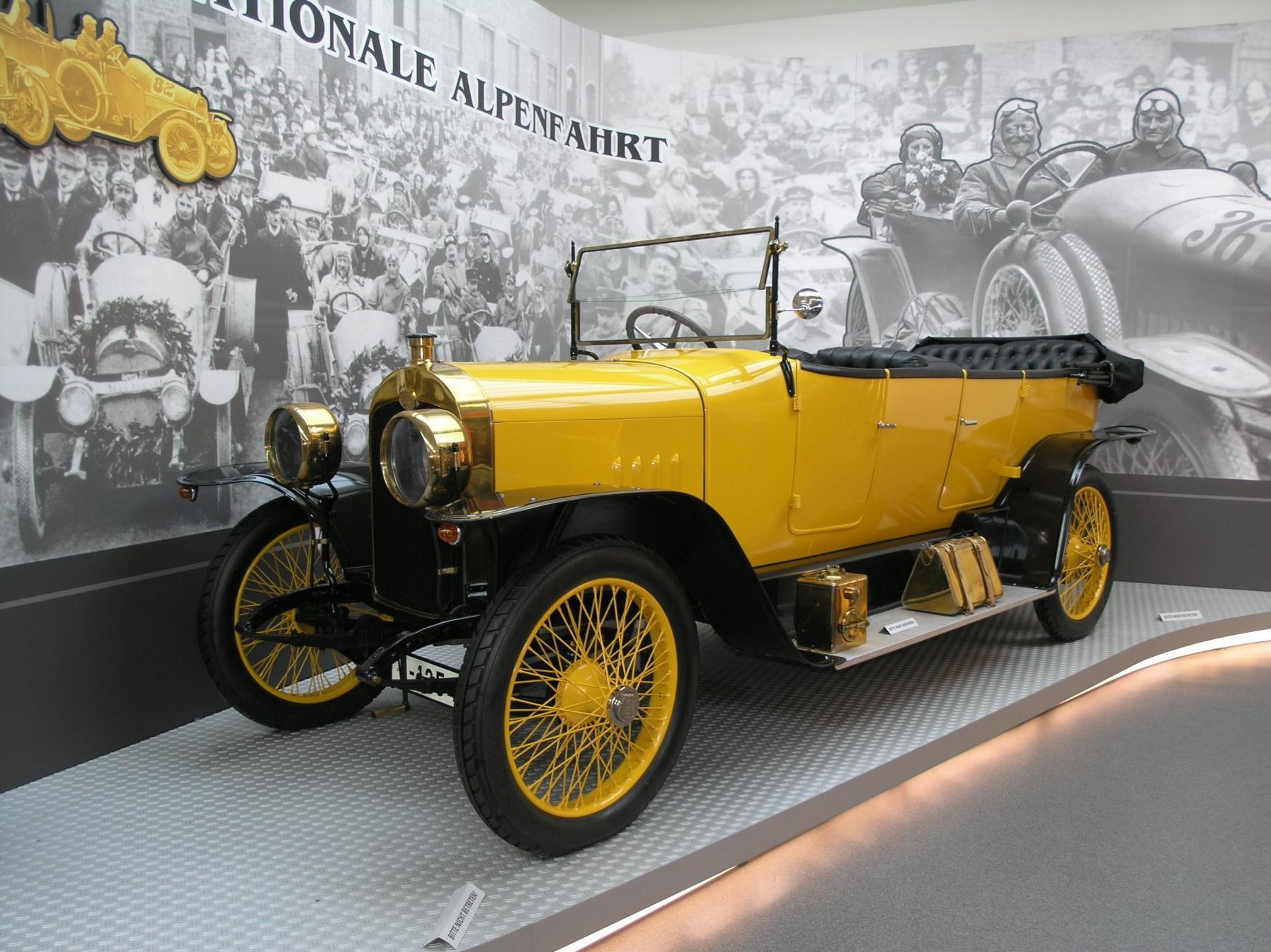
アウディ タイプ C (1913)
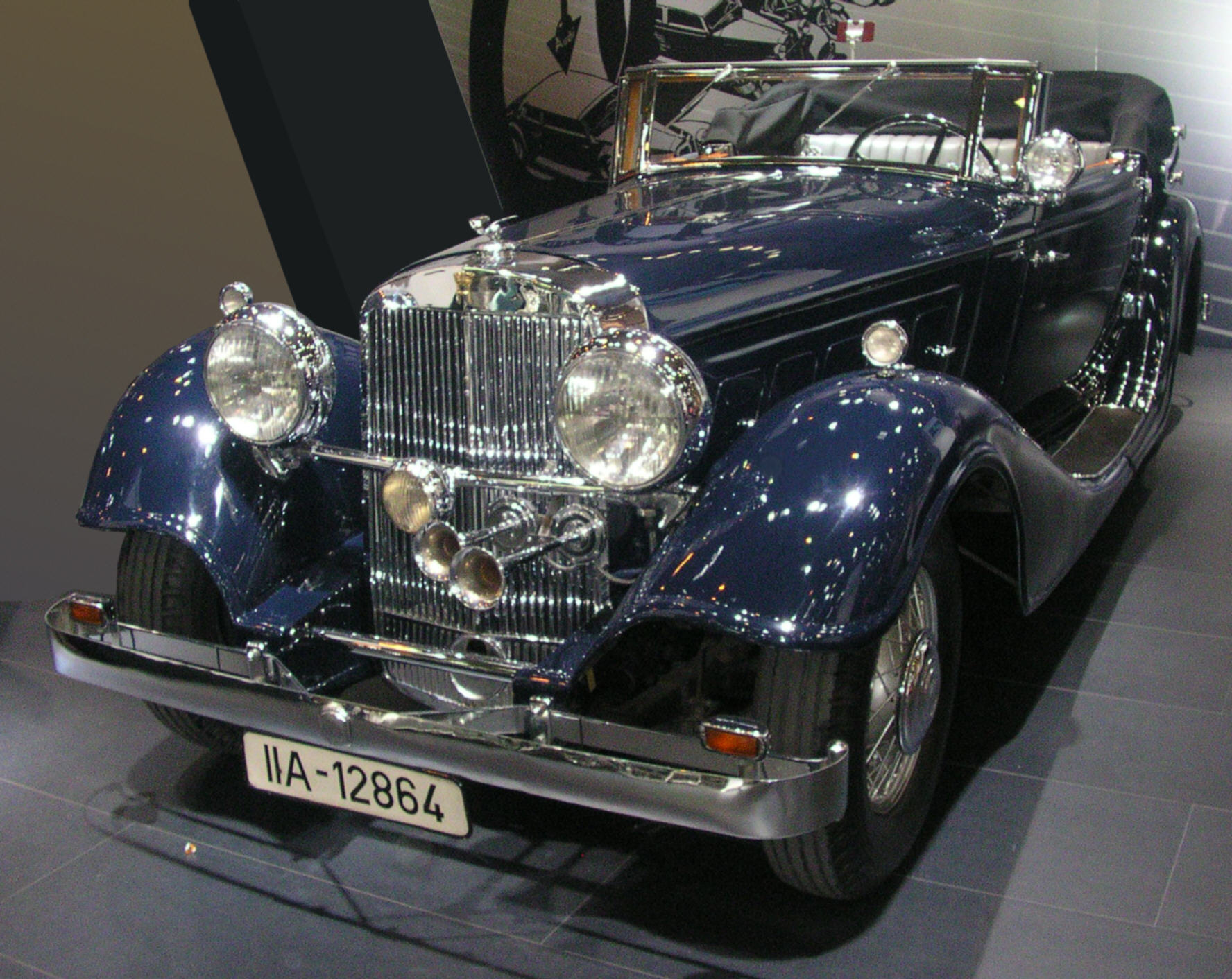
ホルヒ 670-V12 (1932)
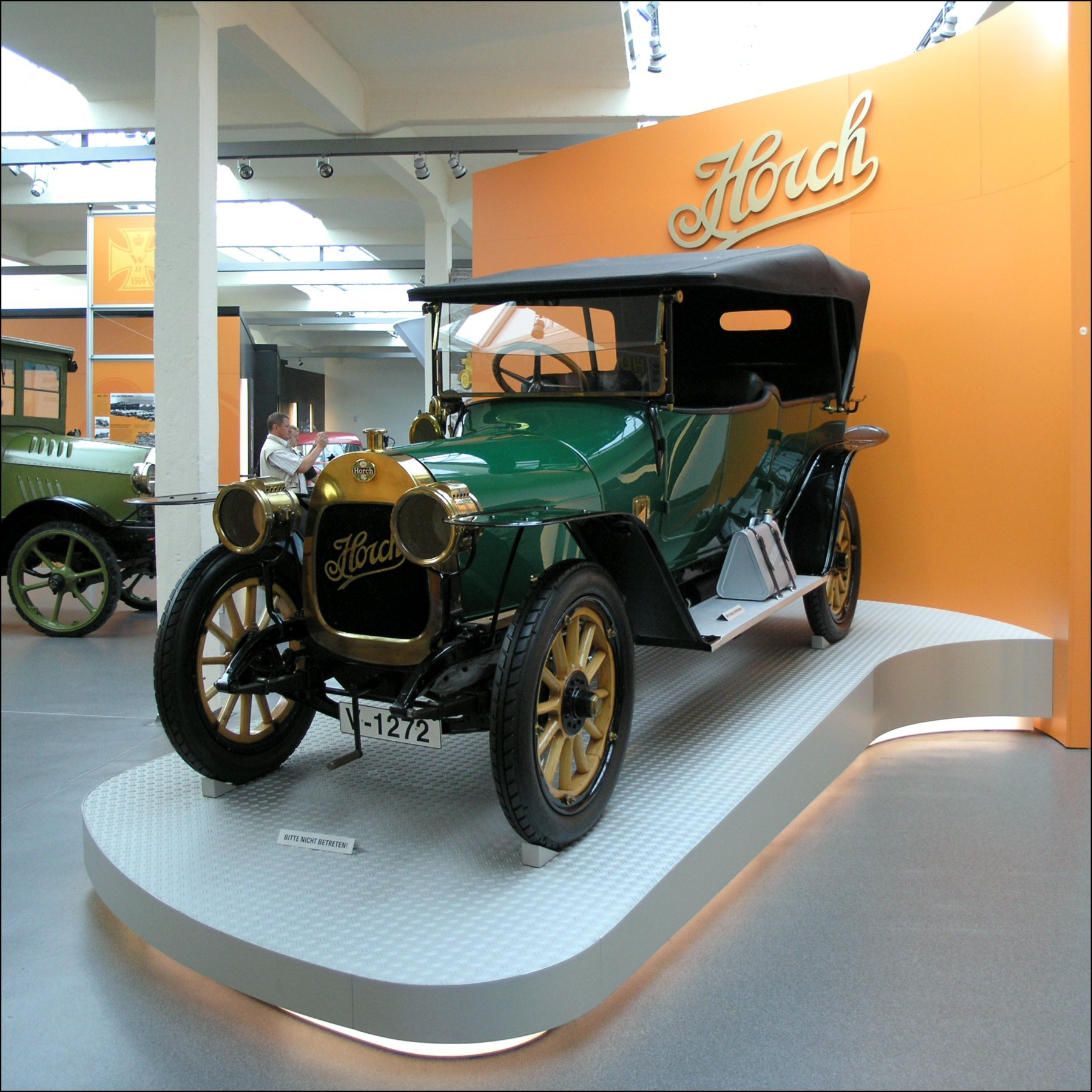
ホルヒ 12/28 PS (1912)
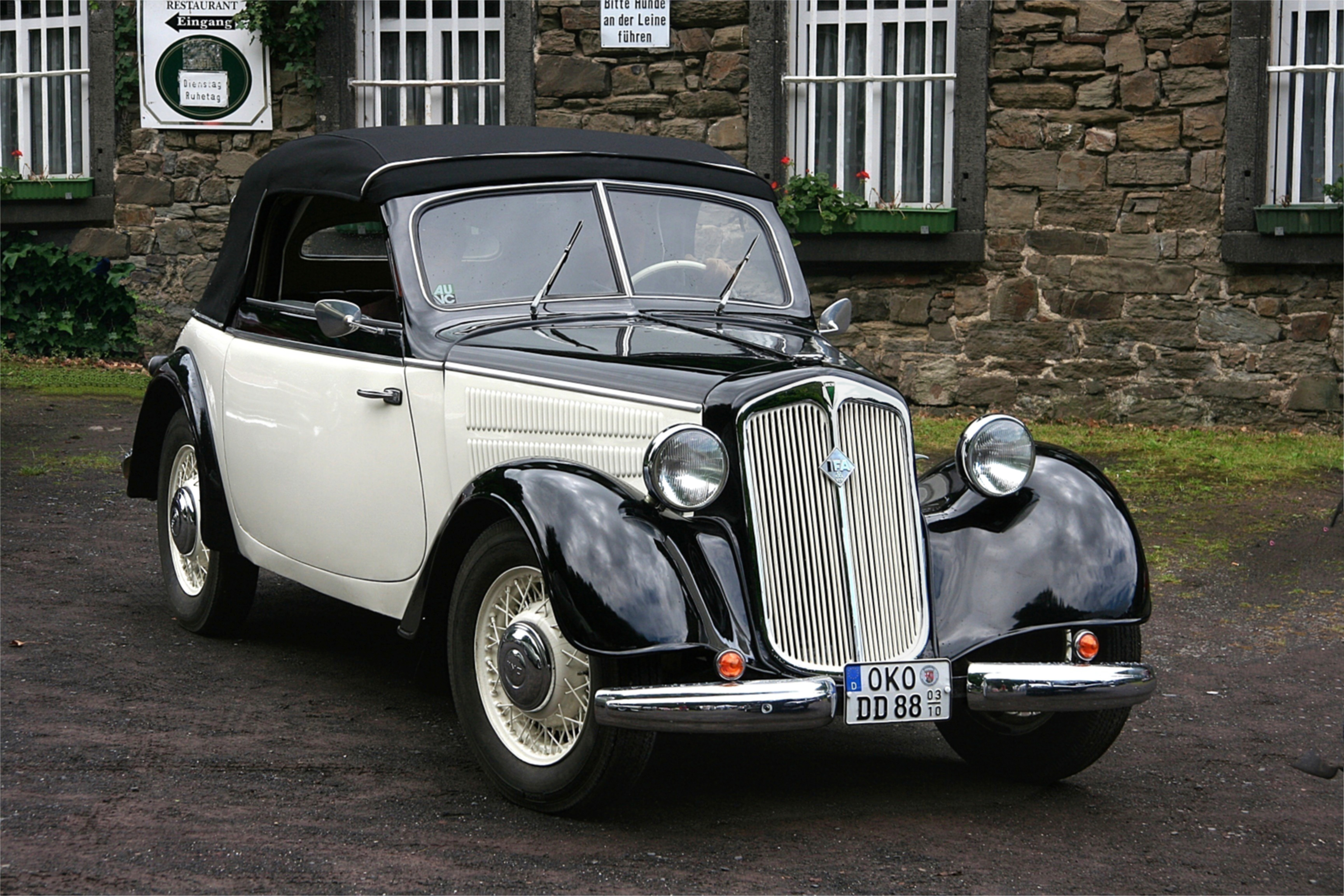
IFA F8 (1954)
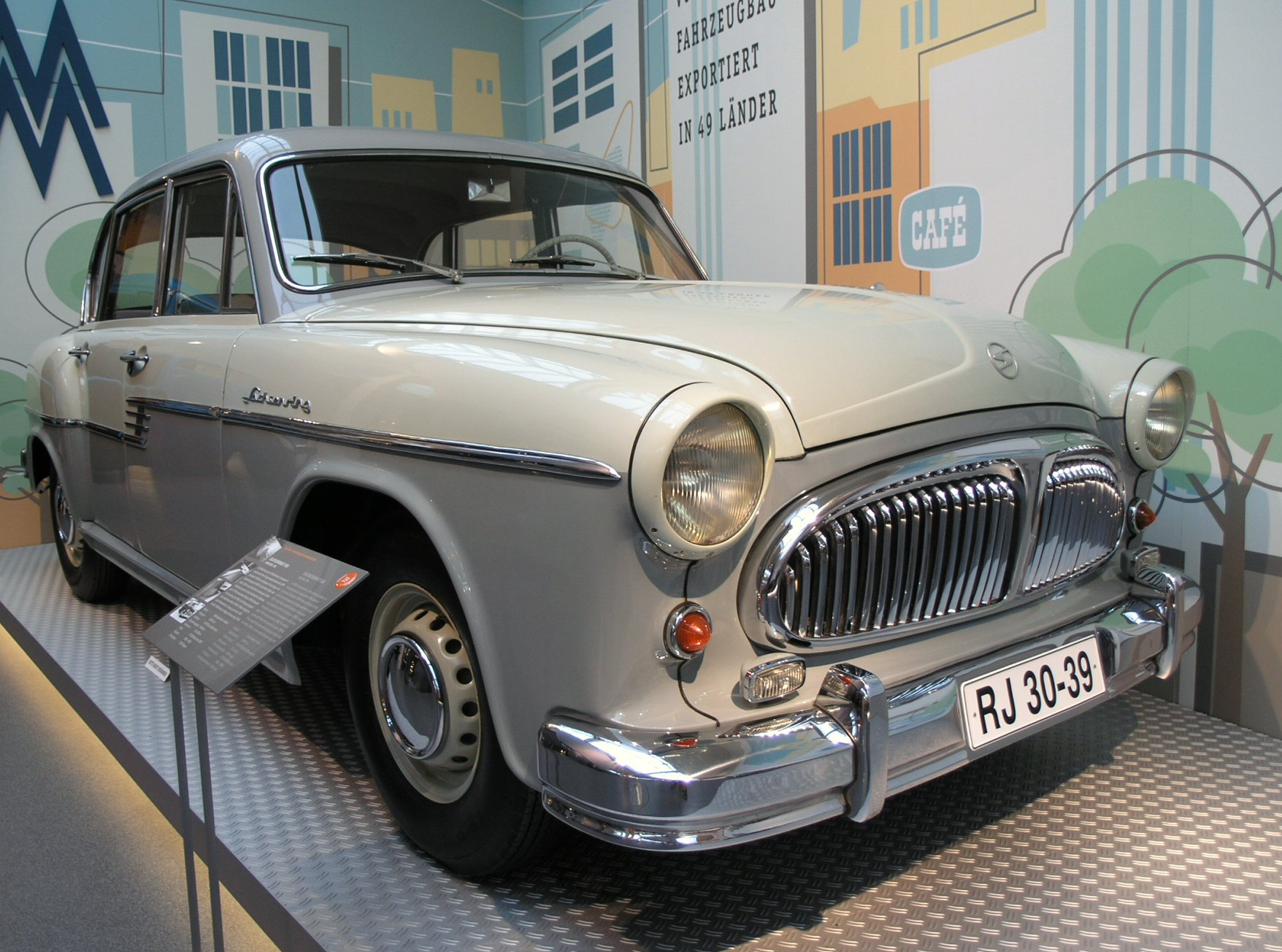
Sachsenring P240 (1958)
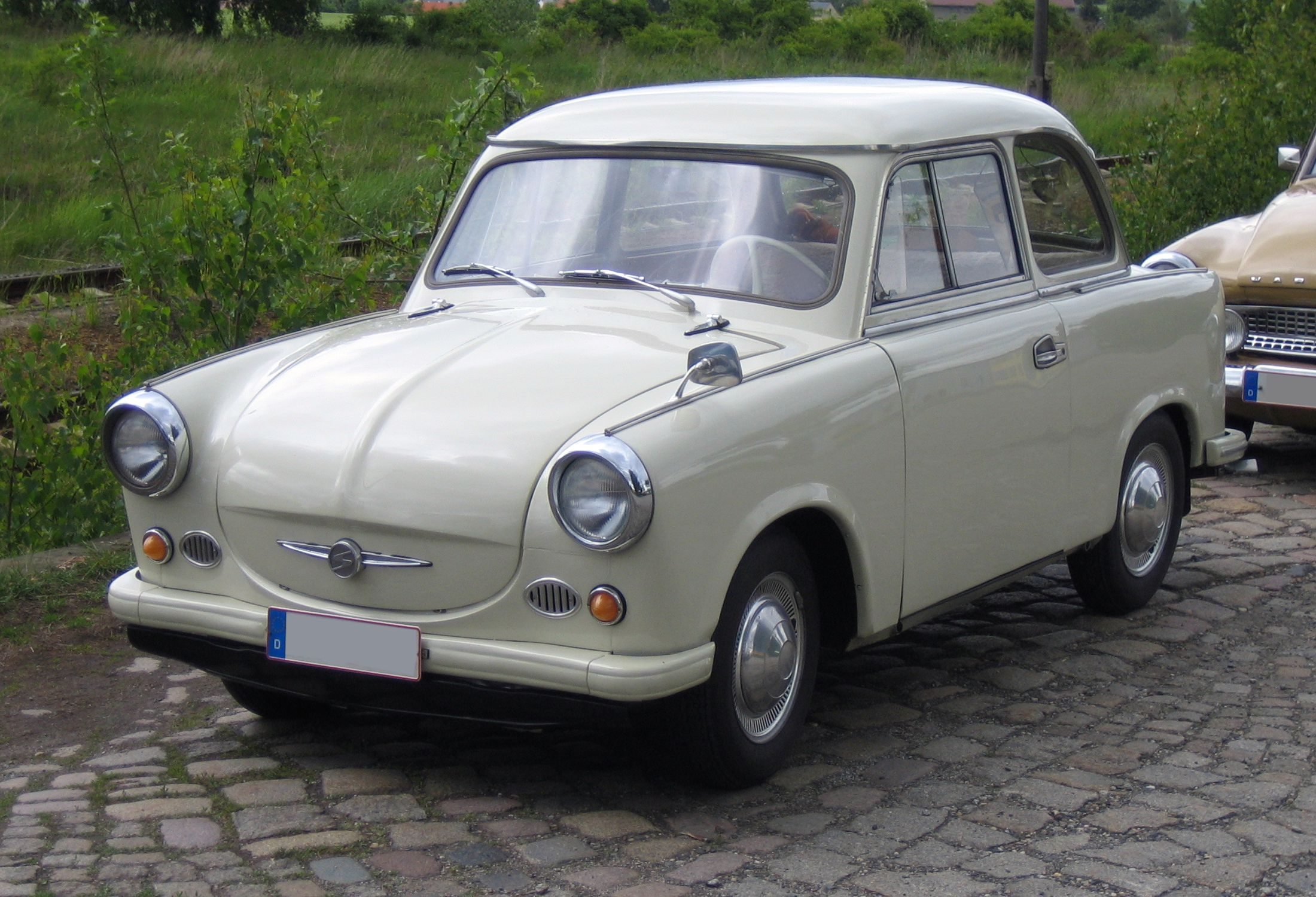
トラバント P50 (1957–1962)
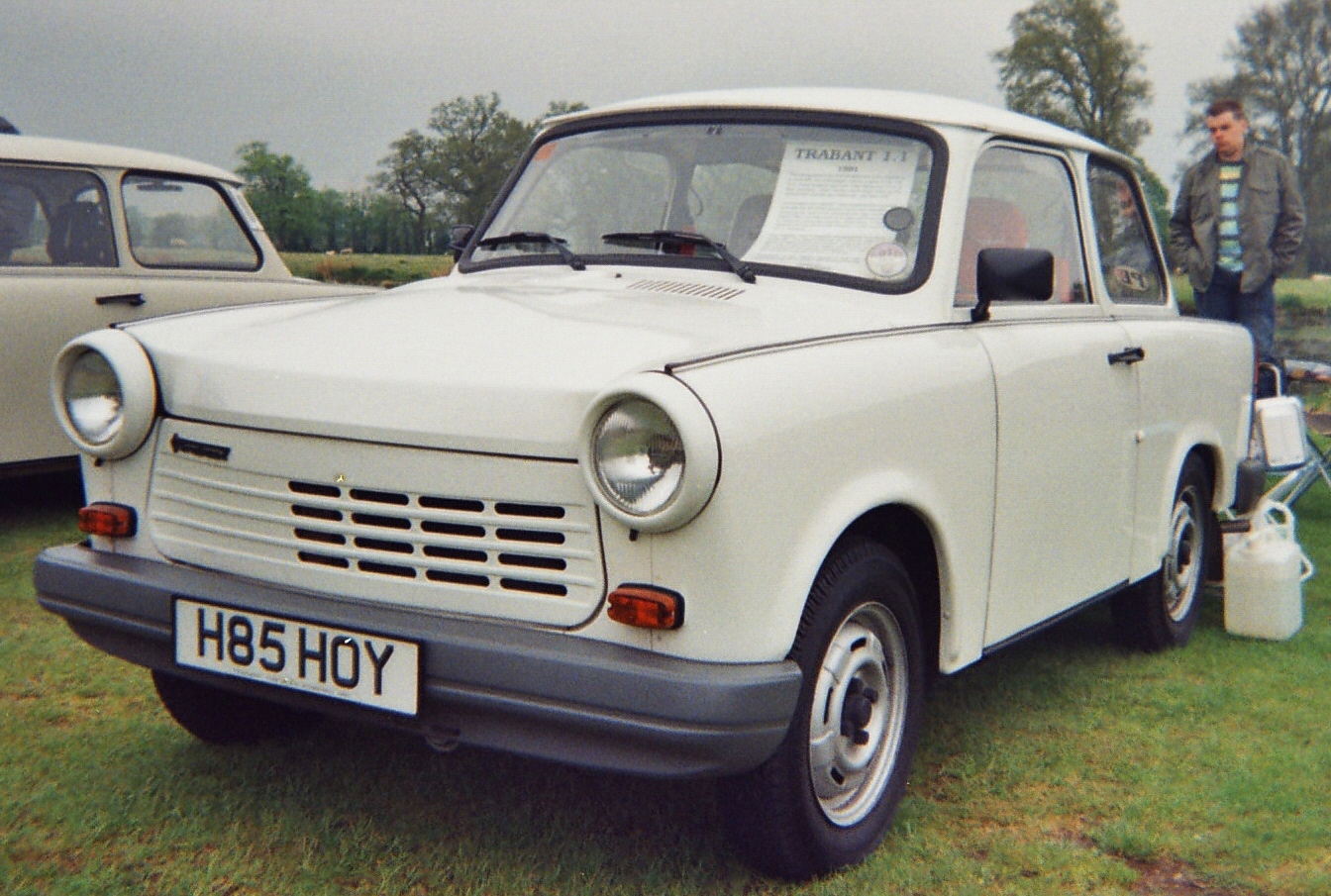
トラバント 1.1 (1990–1991)